# Lifeline (モバイルゲーム)
Lifeline とは、Three Minute Gamesより配信されたゲームブック形式のスマホゲームである。対応機種はiOS・Android。

## 特徴
リアルタイム性を特徴としたテキストアドベンチャーゲーム。プレーヤーは主人公からのメッセージに二択から返信を選ぶことができ、その選択によって主人公の運命が決まる。スマートフォンやApple Watchの通知を利用すれば、まるで本当に主人公と通信しているかのような気分を味わえる。

## シナリオ
プレーヤーはある日偶然、宇宙で遭難してしまった学生、タイラーからの救難メッセージを受け取り、地球に帰るための手助けをすることになる…。

## 続編
- Lifeline 2: Bloodline
- Lifeline: Silent Night
- Lifeline: Whiteout
- Lifeline: Crisis Line
- Lifeline: Flatline
- Lifeline: Halfway To Infinity
- Lifeline: Whiteout 2